# Mormolyca tenuibulba
Mormolyca tenuibulba är en orkidéart som först beskrevs av Eric Alston Christenson, och fick sitt nu gällande namn av Mario Alberto Blanco. Mormolyca tenuibulba ingår i släktet Mormolyca och familjen orkidéer.
Artens utbredningsområde är Colombia. Inga underarter finns listade i Catalogue of Life.